# Statele Turingiei
Sub denumirea Statele Turingiei se înțeleg părțile constituente ale Landul Turingiei din perioada Imperiului German: 
1. Principatul Sachsen-Weimar-Eisenach
2. Principatele Sachsen-Altenburg, Sachsen-Coburg și Gotha și Sachsen-Meiningen
3. Principatele Reuß ältere Linie, Reuß jüngere Linie, Schwarzburg-Rudolstadt  și Schwarzburg-Sondershausen